# Варона, Энрике Хосе
Энрике Хосе Варона-и-Пера (исп. Enrique José Varona y Pera; 13 апреля 1849, Камагуэй, Куба — 19 ноября 1933, Гавана) — кубинский политический, государственный и общественный деятель, писатель
, литературный критик, философ, учёный. Вице-президент Кубы (1913—1917). Профессор Гаванского университета (с 1880).

## Биография
Получил образование в Пуэрто-Принсипе и начал свою литературную карьеру в 1864 году в качестве автора обзоров. В 1874 году переехал в Гавану, разделяя свое время между преподаванием и журналистикой. В 1885 году был избран представителем Пуэрто-Принсипе в Кортесах в Мадриде. В 1885 году основал Revista Cubana, литературный, научный и философский журнал.
Участник Десятилетней войны (1868—1878) и Войны за независимость Кубы (1895‒1898). В промежутке между ними был сторонником автономии, но затем вернулся на позиции независимости. По просьбе Хосе Марти в 1895 году взял на себя редактирование нью-йоркской газеты Patria, официального органа Кубинской революционной партии.
Во время североамериканской оккупации занимал должность министра финансов, а затем министра народного просвещения и изящных искусств (1900—1902), осуществляя модернизацию образования посредством разработанного им «плана Вароны», в рамках которого была фактически создана система государственных школ и значительно возросло их количество, увеличивалось время на изучение естественно-научных дисциплин за счёт упразднения преподавания классических языков. Открыв педагогическое училище, планировал также создание ветеринарных, агрономических, инженерных и других профессиональных школ, а также лабораторий, мастерских, клиник и т. д. В своей работе «Реформа высшего образования» (La reforma de la ensenanza superior, 1900) отстаивал равное с мужчинами право женщин на образование.
С установлением республики в 1902 году он полностью посвятил себя работе в качестве профессора Гаванского университета и переиздал свои философские лекции, дополнив их самыми передовыми идеями начала века. Вернувшись в политику, основал Национальную консервативную партию. В 1913‒1917 годах занимал пост вице-президента Кубинской Республики во время правления Марио Гарсии Менокаля. Однако, разочарованный социальной реальностью и началом Первой мировой войны, он вступил в период выраженного скептицизма и нигилизма. В 1921 году он произнёс речь «Империализм янки на Кубе». Стал почётным президентом Академии истории и членом Академии искусств и литературы.
В 1923 году по просьбе коммунистического студенческого лидера Хулио Антонио Мельи председательствовал на учредительной церемонии Федерации студентов университетов в Гаване. В последние годы своей жизни выступал наставником революционных студенческих активистов вроде Рафаэля Трехо Гонсалеса в борьбе за университетскую реформу и за свержение диктатуры Херардо Мачадо. Был дедушкой Доры Вароны, вдовы перуанского писателя Сиро Алегрия.
Его философские, социологические и историко-литературные труды (например, «Философские конференции по логике, психологии и морали»), несмотря на уступки позитивизму, в основном написаны с материалистических позиций. Мысль Вароны была отмечена влияниями своего времени, начиная с наследия Феликса Варелы и Хосе де ла Лус-и-Кабальеро. Варона анализировал конфликт между двумя Америками, подчёркивая, что это не просто экономическая, политическая или военная проблема, а результат неравного экономического и культурного развития, и превозносил, когда мог, исключительную ценность латиноамериканской культуры. Сборник стихов «Анакреонтические оды» (1868) содержит переводы древнегреческих поэтов. В сборниках «Стихи» (1878), «Кубинские пейзажи» (1879), «Стихотворения в прозе» (1921) рисовал народную жизнь и природу Кубы.